# 妙木浩之
妙木 浩之（みょうき ひろゆき、1960年 - ）は、日本の精神分析学者、精神分析家、東京国際大学教授。
1982年上智大学文学部心理学科卒業、1985年同大学大学院文学研究科博士課程満期退学。北山研究所臨床心理士、佐賀医科大学助教授、久留米大学文学部助教授、2004年東京国際大学人間社会学部・臨床心理学研究科教授。南青山心理相談室臨床の心理士。専攻は臨床心理学・精神分析学。
北山修、小此木啓吾の教えを受けた。

## 著書
- 父親崩壊 新書館 1997.4
- 心理経済学のすすめ 新書館 1999.1
- フロイト入門 ちくま新書 2000.7
- こころと経済 産業図書 2000.5
- エディプス・コンプレックス論争 性をめぐる精神分析史 講談社選書メチエ 2002.3
- 「心の居場所」の見つけ方 面接室で精神療法家がおこなうこと 講談社 2003.9 (こころライブラリー)
- 精神分析における言葉の活用 金剛出版 2005.11
- 初回面接入門 心理力動フォーミュレーション 岩崎学術出版社 2010.9
- 大人のための精神分析入門 PHP新書 2010.10
- 寄る辺なき自我の時代－フロイト『精神分析入門講義』を読み直す 現代書館 2017.5（いま読む！名著）

## 共編著
- 精神分析の現在 小此木啓吾共編 至文堂 1995.6 (現代のエスプリ別冊)
- 夢の分析 至文堂 1997.1 (現代のエスプリ別冊)
- 好きできらいで好き。 心理経済学講座 Maki共著 日本放送出版協会 2001.4
- ウィニコットの世界 至文堂 2003.7 (「現代のエスプリ」別冊)
- 自我心理学の新展開 フロイト以後、米国の精神分析 ぎょうせい 2010.3

## 翻訳
- 自殺のシグナル 青年期前後の記録 M.ジィフィン、C.フェルゼンタール 霜山徳爾共訳 産業図書 1985.8
- フロイトのメタファー 精神分析の新しいパラダイム ドナルド・P.スペンス 産業図書 1992.7
- あなたの中のグレムリンを捜せ こころの怪物を手なずける方法 リチャード・カーソン ロングセラーズ 1994.7
- 精神分析というお仕事 専門性のパラドクス アダム・フィリップス 産業図書 1998.5
- サイケデリック・ドラッグ 向精神物質の科学と文化 レスター・グリンスプーン、ジェームズ・B.バカラー 杵渕幸子共訳 工作舎 2000.1
- 精神分析的心理療法 実践家のための手引き ナンシー・マックウィリアムズ 金剛出版 2009.10